# San Agustín Loxicha
San Agustín Loxicha è un comune del Messico, situato nello stato di Oaxaca.